# Binahari jezik
Binahari jezik (ISO 639-3: bxz), jedan od šest jezika mailuske podskupine, šira jugoistočna papuanska skupina,  koju čini zajedno s jezicima bauwaki [bwk], domu [dof], laua [luf], mailu [mgu], i morawa [mze]. Govori ga oko 630 ljudi (2000 popis) u zaleđu Cloudy Baya u Papui Novoj Gvineji.
Leksički mu je najbliži Morawa, 70%. Ima dva dijalekta, neme (nemea) i ma. Većina ih se služi i drugim jezicima magi [mgu], suau [swp], hiri motu [hmo] ili engleski.

## Vanjske poveznice
- Ethnologue (14th)
- Ethnologue (15th)